# Ilse Birkholz
Ilse Birkholz, née le 5 avril 1914 à Hoboken dans l’État du New Jersey aux États-Unis, est l'épouse du SS Philipp Schmitt.
Ilse Birkholz est la fille de Johannes Birkholz et d’Elisabeth Weidlich, commerçants allemands immigrés aux États-Unis. Au moment du déclenchement de la Première Guerre mondiale, elle rentre avec sa famille en Allemagne. Son père prend les armes et est tué en novembre 1914.
Le 23 septembre 1939, en accord avec l'Heiratsbefehl d'Himmler, donc pure aryenne, elle épouse le SS Philipp Schmitt.

## Biographie
Ilse Birkholz est née le 5 avril 1914 à Hoboken dans l’État du New Jersey aux États-Unis. Elle est la fille de Johannes Birkholz et d’Elisabeth Weidlich, commerçants allemands immigrés aux États-Unis. Au moment du déclenchement de la Première Guerre mondiale, elle rentre avec sa famille en Allemagne. Son père prend les armes et est tué en novembre 1914.
Le 23 septembre 1939, en accord avec l'Heiratsbefehl d'Himmler, donc pure aryenne, elle épouse le SS Philipp Schmitt. À l’aube de la Seconde Guerre mondiale, elle vit à Potsdam où elle travaille comme secrétaire.

## Seconde Guerre mondiale
En octobre 1940, elle rejoint son mari qui est déjà le commandant du Fort de Breendonk depuis  plus de deux mois. Le couple habite d’abord dans la maison de Madame Valentine Verdickt (d’où on pouvait voir certaines parties du fort) jusqu’au 5 avril 1941, date à laquelle ils emménagent dans une grande villa « Kasteeltje » à Willebroek,. D’après le témoignage de Mme Verdickt, le couple ne s’entend pas toujours bien, et, en juillet 1941 elle retourne travailler en Allemagne (réquisitionnée ?), pour revenir en Belgique un an plus tard, profitant d’un nouveau règlement autorisant les épouses de policiers à travailler dans un service de police, elle rentre comme secrétaire à Breendonk… au service de son mari,. Quand celui-ci est relevé de son commandement de l’Auffanglager Breendonk en  novembre 1943, elle travaille alors pour la Sicherheitspolizei d’Anvers jusqu’à l’approche de la libération de la Belgique, avant sa fuite en Allemagne où elle continue son service à la Gestapo de Berlin.

## Après guerre
En février 1948 après (?) avoir déménagé du secteur soviétique vers le secteur américain de Berlin elle est arrêtée par le C.I.C. (Counter Intelligence Corps américain). Sous prétexte qu'elle est née aux États-Unis, elle tente vainement d’obtenir la nationalité américaine,.
Elle est transférée pendant six mois en Belgique comme témoin dans l’instruction judiciaire contre Philipp Schmitt. Malgré son comportement envers les prisonniers à Breendonk, elle n'est pas mise en accusation et est rapatriée,. Ce qui aurait peut-être joué en sa faveur, est qu’elle aurait eu un comportement plus humain envers des prisonnières et notamment de nombreuses juives, fait  reconnu par un détenu et par les dirigeants de l’association des juifs de Belgique. Elle aurait également protégé Mme Verdickt lorsque celle-ci était poursuivie pour son implication dans l’évasion d’un détenu. Son mari, lui, est condamné à mort le 25 novembre 1949 et exécuté le 8 août 1950 à Hoboken, Anvers,.
De nombreuses années plus tard, la justice allemande mène une enquête à son sujet. En ces années, seuls les coupables  d’ « agissements meurtriers » faisant encore l'objet de poursuites. Qu’est devenue madame Schmitt ? On ne connaît ni son sort, ni son lieu de séjour et faute d’indication ou même de soupçon de preuve, l'enquête est clôturée en 1989.